# AMD1
AMD1 (англ. Adenosylmethionine decarboxylase 1) – білок, який кодується однойменним геном, розташованим у людей на 6-й хромосомі. Довжина поліпептидного ланцюга білка становить 334 амінокислот, а молекулярна маса — 38 340.
| 10         |  | 20         |  | 30         |  | 40         |  | 50         |
| ---------- |  | ---------- |  | ---------- |  | ---------- |  | ---------- |
| MEAAHFFEGT |  | EKLLEVWFSR |  | QQPDANQGSG |  | DLRTIPRSEW |  | DILLKDVQCS |
| IISVTKTDKQ |  | EAYVLSESSM |  | FVSKRRFILK |  | TCGTTLLLKA |  | LVPLLKLARD |
| YSGFDSIQSF |  | FYSRKNFMKP |  | SHQGYPHRNF |  | QEEIEFLNAI |  | FPNGAAYCMG |
| RMNSDCWYLY |  | TLDFPESRVI |  | SQPDQTLEIL |  | MSELDPAVMD |  | QFYMKDGVTA |
| KDVTRESGIR |  | DLIPGSVIDA |  | TMFNPCGYSM |  | NGMKSDGTYW |  | TIHITPEPEF |
| SYVSFETNLS |  | QTSYDDLIRK |  | VVEVFKPGKF |  | VTTLFVNQSS |  | KCRTVLASPQ |
| KIEGFKRLDC |  | QSAMFNDYNF |  | VFTSFAKKQQ |  | QQQS       |  |            |

A: Аланін

C: Цистеїн

D: Аспарагінова кислота

E: Глутамінова кислота

F: Фенілаланін

G: Гліцин

H: Гістидин

I: Ізолейцин

K: Лізин

L: Лейцин

M: Метіонін

N: Аспарагін

P: Пролін

Q: Глутамін

R: Аргінін

S: Серин

T: Треонін

V: Валін

W: Триптофан

Кодований геном білок за функціями належить до ліаз, декарбоксилаз, фосфопротеїнів. 
Задіяний у такому біологічному процесі, як альтернативний сплайсинг. 
Білок має сайт для зв'язування з молекулою піровиноградної кислоти, Шиффовими основами, S-аденозил-L-метіоніном. 